# Kees van Dijk
Kees van Dijk, właśc. Cornelis Pieter van Dijk (ur. 25 lipca 1931 w Rotterdamie, zm. 29 grudnia 2008 tamże) – holenderski polityk i ekonomista, deputowany, senator i minister, działacz ugrupowań chrześcijańsko-demokratycznych.

## Życiorys
W latach 1948–1954 studiował ekonomię polityczną w Nederlandse Economische Hogeschool w Rotterdamie. W drugiej połowie lat 50. pracował w sektorze bankowym w Johannesburgu i chemicznym w Pretorii, a na początku kolejnej dekady jako urzędnik w Nowej Gwinei Holenderskiej. Później był m.in. konsultantem Organizacji Współpracy Gospodarczej i Rozwoju do spraw edukacji oraz pracownikiem Banku Światowego, zajmował się też doradztwem ekonomicznym.
Od 1973 był członkiem Unii Chrześcijańsko-Historycznej, z którą w 1980 dołączył do Apelu Chrześcijańsko-Demokratycznego. Od 1974 do 1977 zasiadał w radzie miejskiej Rotterdamu. W latach 1977–1981 i 1982–1986 sprawował mandat deputowanego do Tweede Kamer, niższej izby Stanów Generalnych. Od września 1981 do listopada 1982 pełnił funkcję ministra do spraw współpracy rozwojowej w gabinecie, którym kierował Dries van Agt. W lipcu 1986 został ministrem spraw wewnętrznych w gabinecie Ruuda Lubbersa, stanowisko to zajmował do listopada 1989. W okresie od lutego do maja 1987 nie wykonywał obowiązków w związku z koniecznością leczenia kardiologicznego. W latach 1991–1999 zasiadał w wyższej izbie parlamentu.
Kees van Dijk był żonaty, miał troje dzieci. Odznaczony Orderem Oranje-Nassau klasy III (1982) i II (1989).